# Exploración de perfusión
La exploración de perfusión o gammagrafía de perfusión es el proceso mediante el cual se puede observar, registrar y cuantificar la perfusión. La perfusión es el paso de un fluido a través del sistema linfático y los vasos sanguíneos, hacia un órgano o tejido. El término exploración de perfusión incluye una amplia gama de modalidades de imagen médica.

## Aplicaciones
Los médicos pueden tomar decisiones más rápidas y precisas sobre el tratamiento de los pacientes, cuando tienen la capacidad de evaluar los datos sobre el flujo sanguíneo que va hacia los órganos vitales, como el corazón y el cerebro. La medicina nuclear ha estado liderando la exploración de perfusión durante algún tiempo, aunque la modalidad tiene ciertos riesgos. Algunas veces, los resultados del escaneo pueden mostrar patrones esponjosos e irregulares. Sin embargo, los desarrollos más recientes en tomografía axial computarizada (CT) e imagen por resonancia magnética (MRI), proporcionan imágenes más claras y datos más confiables, mostrando gráficos que representan el flujo sanguíneo y el volumen de sangre que se mueve dentro de los órganos.